# 福田赳夫内閣
福田赳夫内閣（ふくだたけおないかく）は、衆議院議員、自由民主党総裁の福田赳夫が第67代内閣総理大臣に任命され、1976年(昭和51年)12月24日から1978年(昭和52年)12月7日まで続いた日本の内閣。
福田首相はこの内閣について、「さあ、働こう内閣だ」と述べ、実務型をアピールした。石原慎太郎と海部俊樹が昭和時代生まれとして初入閣を果たした。

## 内閣の顔ぶれ・人事
所属政党・出身

  自由民主党   民間・中央省庁

### 国務大臣
| 職名                                           | 氏名         | 氏名 | 出身等                         | 特命事項等 | 備考                                 |
| ---------------------------------------------- | ------------ | ---- | ------------------------------ | ---------- | ------------------------------------ |
| 内閣総理大臣                                   | 福田赳夫     |      | 衆議院 自由民主党 （福田派）   |            | 自由民主党総裁                       |
| 法務大臣                                       | 福田一       |      | 衆議院 自由民主党 （船田派）   |            | 再入閣 1977年（昭和52年）10月4日辞任 |
| 法務大臣                                       | 瀬戸山三男   |      | 衆議院 自由民主党 （福田派）   |            | 再入閣 1977年（昭和52年）10月5日任   |
| 外務大臣                                       | 鳩山威一郎   |      | 参議院 自由民主党 （中曽根派） |            | 初入閣                               |
| 大蔵大臣                                       | 坊秀男       |      | 衆議院 自由民主党 （福田派）   |            | 再入閣                               |
| 文部大臣                                       | 海部俊樹     |      | 衆議院 自由民主党 （三木派）   |            | 初入閣                               |
| 厚生大臣                                       | 渡辺美智雄   |      | 衆議院 自由民主党 （中曽根派） |            | 初入閣                               |
| 農林大臣                                       | 鈴木善幸     |      | 衆議院 自由民主党 （大平派）   |            | 再入閣                               |
| 通商産業大臣                                   | 田中龍夫     |      | 衆議院 自由民主党 （福田派）   |            | 再入閣                               |
| 運輸大臣                                       | 田村元       |      | 衆議院 自由民主党 （田中派）   |            | 再入閣                               |
| 郵政大臣                                       | 小宮山重四郎 |      | 衆議院 自由民主党 （田中派）   |            | 初入閣                               |
| 労働大臣                                       | 石田博英     |      | 衆議院 自由民主党 （無派閥）   |            | 再入閣                               |
| 建設大臣                                       | 長谷川四郎   |      | 衆議院 自由民主党 （椎名派）   |            | 再入閣                               |
| 自治大臣 国家公安委員会委員長 北海道開発庁長官 | 小川平二     |      | 衆議院 自由民主党 （大平派）   |            | 再入閣                               |
| 内閣官房長官                                   | 園田直       |      | 衆議院 自由民主党 （福田派）   |            | 再入閣                               |
| 総理府総務庁長官 沖縄開発庁長官                | 藤田正明     |      | 参議院 自由民主党 （大平派）   |            | 初入閣                               |
| 行政管理庁長官                                 | 西村英一     |      | 衆議院 自由民主党 （田中派）   |            | 再入閣                               |
| 国土庁長官                                     | 田沢吉郎     |      | 衆議院 自由民主党 （大平派）   |            | 初入閣                               |
| 防衛庁長官                                     | 三原朝雄     |      | 衆議院 自由民主党 （無派閥）   |            | 再入閣                               |
| 経済企画庁長官                                 | 倉成正       |      | 衆議院 自由民主党 （中曽根派） |            | 再入閣                               |
| 科学技術庁長官                                 | 宇野宗佑     |      | 衆議院 自由民主党 （中曽根派） |            | 再入閣                               |
| 環境庁長官                                     | 石原慎太郎   |      | 衆議院 自由民主党 （無派閥）   |            | 初入閣                               |

### 内閣官房副長官・内閣法制局長官・総理府総務副長官
| 職名             | 氏名       | 出身等                       | 備考           |
| ---------------- | ---------- | ---------------------------- | -------------- |
| 内閣官房副長官   | 塩川正十郎 | 衆議院／自由民主党（福田派） | 政務担当       |
| 内閣官房副長官   | 道正邦彦   | 官僚                         | 事務担当       |
| 内閣法制局長官   | 真田秀夫   | 官僚                         | 留任           |
| 総理府総務副長官 | 村田敬次郎 | 衆議院／自由民主党（福田派） | 政務担当       |
| 総理府総務副長官 | 秋山進     | 官僚                         | 事務担当、留任 |

## 政務次官
前内閣の政務次官が一部留任し、新任の政務次官は1976年（昭和51年）12月27日に発令された。
- 法務政務次官 - 塩崎潤（新任）/青木正久:1977年（昭和52年）10月5日 -
- 外務政務次官 - 奥田敬和（新任）
- 大蔵政務次官 - 高鳥修（留任）・斎藤十朗（留任）
- 文部政務次官 - 唐沢俊二郎（新任）
- 厚生政務次官 - 石本茂（新任）
- 農林政務次官 - 片山正英（留任）・羽田孜（新任）
- 通商産業政務次官 - 河本嘉久蔵（留任）・松永光（新任）
- 運輸政務次官 - 石井一（新任）
- 郵政政務次官 - 綿貫民輔（新任）
- 労働政務次官 - 越智伊平（新任）
- 建設政務次官 – 小沢一郎（新任）
- 自治政務次官 - 中山利生（新任）
- 行政管理政務次官 - 増田盛（留任）
- 北海道開発政務次官 - 高橋雄之助（新任）/高橋誉冨:1977年（昭和52年）7月29日 -
- 防衛政務次官 - 浜田幸一（新任）
- 経済企画政務次官 - 森美秀（新任）
- 科学技術政務次官 - 矢野登（留任） /大島友治:1977年（昭和52年）7月29日 -
- 環境政務次官 – 今泉正二（留任） /森下泰:1977年（昭和52年）7月29日 -
- 沖縄開発政務次官 - 國場幸昌（留任）
- 国土政務次官 - 佐藤守良（新任）